# Bernard Montgomery
 (juillet 2011).
Pour les articles homonymes, voir Montgomery.
Bernard Law Montgomery, 1er vicomte Montgomery d'Alamein, est un field marshal britannique, né le 17 novembre 1887 à Londres et mort le 24 mars 1976 à Alton (Hampshire). On le connaît aussi sous son surnom « Monty ».
Il est officier dans l'infanterie britannique au début de la Première Guerre mondiale et reçoit une balle dans le poumon droit au cours de la première bataille d'Ypres en 1914. Il revient au front en tant qu'officier d’état-major et se trouve devant Arras en avril-mai 1917. Il est chef d’état-major de la 47e division à la fin de la guerre.
Dans l'entre-deux-guerres, il commande d’abord un bataillon du Royal Fusiliers puis le 1er bataillon du Royal Warwickshire Regiment (en), avant de prendre le commandement de la 9e brigade d’infanterie (en) puis celui de la 8e division d’infanterie.
Au cours de la Seconde Guerre mondiale, il commande la 8e armée britannique d’août 1942 à mai 1943, date de la victoire finale en Tunisie. Pendant cette période, il est notamment vainqueur de la seconde bataille d'El Alamein, tournant de la guerre du Désert. Il est toujours à la tête de la 8e armée lors de la campagne d'Italie à l'été 1943. Pour le débarquement et la bataille de Normandie de juin 1944, il commande dans un premier temps, sous l'autorité d'Eisenhower, l'ensemble des forces terrestres alliées. Ensuite, il est placé à la tête du 21e groupe d’armées britannique.
Le gouvernement britannique le promeut au grade de field marshal (maréchal) le 1er septembre 1944. Il rencontre par la suite un échec aux Pays-Bas au cours de l'opération Market Garden fin septembre 1944. Le 4 mai 1945, il reçoit la reddition de l'armée allemande du Nord-Ouest à Lunebourg.
Après la guerre, il commande l'armée britannique du Rhin (la BAoR) en Allemagne puis devient chief of the Imperial General Staff (« chef d'état-major général de l'Empire britannique », pour l'Armée de terre) de 1946 à 1948.
De 1948 à 1951, il est président du comité des commandants en chef de l'Union occidentale. Il est ensuite adjoint au SACEUR (en) (commandant en chef allié Europe) de l’OTAN jusqu'en 1958, date de son départ à la retraite.

## Biographie

### Jeunesse
Bernard Law Montgomery est né dans le quartier de Kennington à Londres en 1887. Il est le quatrième d'une famille anglo-irlandaise de neuf enfants au train de vie modeste. Son père, le révérend Henry Hutchinson Montgomery, est un prêtre anglican dévoué à ses fidèles, qui parvient à l'épiscopat après sa nomination en Tasmanie en 1889. À cette date, sa mère, Maud Farrar qui fut mariée à dix-sept ans, avait déjà eu cinq enfants du pasteur de Saint-Marc, Kennington Oval, lorsqu'elle était âgée de 25 ans.
Après le décès de son grand-père, Robert Montgomery, survenu en 1887, un mois après la naissance de Bernard, Henry hérite la propriété familiale de New Park à Moville dans le comté de Donegal près de Derry en Irlande du nord, résidence qui sera un lieu de vacances pour Bernard. C'est pourquoi Montgomery se considère lui-même en partie comme un natif d'Irlande et du comté de Donegal. En 1889, la famille suit le père pasteur nommé évêque en Tasmanie. Son père qu'il adore est un homme doux, presque un saint : dévoué envers les autres chrétiens et pointilleux sur ses obligations professionnelles, il est bien peu présent à la maison. Mrs Montgomery de nature autoritaire se retrouve responsable d'une grande famille, souvent renforcée par des cousins ou des enfants hébergés. Elle donne des consignes strictes et au besoin applique sans ménagement de sévères punitions corporelles ou psychologiques à ses trois premiers garçons. Elle gère aussi les faibles économies familiales d'une main de maître, imposant même à son époux de sévères restrictions.
Devenu vieux, Bernard Montgomery a confié qu'il avait eu une enfance assez malheureuse, car ses grands frères étant plus malléables ou diplomates, c'est sur lui enfant de nature rebelle et résistante qu'ont abouti les nombreux conflits violents entamés contre le despotisme maternel. Alors que ses plus jeunes frères furent choyés par sa mère trentenaire, il devint rapidement le « mouton noir » de la famille, recevant coups de canne et rebuffades. Quand le petit solitaire en quête d'intimité avait disparu aux yeux de tous, la voix sèche de sa mère s'élevait souvent : « Allez voir ce que fait Bernard, et dites-lui de cesser immédiatement ». Mais à dix-neuf ans, après avoir été longtemps placé en pension au collège, Bernard, qui voulait être militaire, eut un immense respect envers cette "maîtresse de maison" qui n'avait pu lui apporter une affection maternelle; il le comprit mieux une fois devenu adulte ; 
En 1901, l'évêque Montgomery devient secrétaire de la Société pour la propagation de l'Évangile (en) et la famille retourne à Londres fin 1901. Bernard et son frère Donald sont envoyés à la St Paul's School de Londres. Ces jeunes coloniaux tasmaniens sont robustes, résistants et vifs, adaptés à la nage, à la marche et à la course. Leur éducation scolaire a été négligée et ils ne connaissent ni le cricket ni le football, sports prédominants dans tous les collèges anglais.
À quatorze ans, le jeune fils Montgomery surnommé Monkey (singe) pour son aptitude bravache à tirer les cheveux des grands élèves n'est nullement préparé à la vie studieuse du collège anglais, mais il se précipite sur le sport, rugby à quinze et cricket à onze, parvenant à la responsabilité de capitaine de ces équipes. Monkey veut être soldat, mais ses notes en anglais sont catastrophiques en 1904. Son bulletin scolaire indique un retard d'une année. Bernard Law comprend qu'il ne pourra pas devenir officier et reprend les études avec assiduité.
En 1907, il entre après examen au collège de l'académie royale militaire de Sandhurst, puis prépare le concours, le passant au 72e rang sur 170. Le niveau est faible car les candidats de valeur ne sont pas attirés par la carrière des armes, au demeurant peu lucrative, voire souvent coûteuse en Angleterre. Choisi par l'encadrement pour être caporal, et même pressenti pour être enseigne (sous-lieutenant), le jeune homme sportif accompli s'affirme en leader de compagnie. Il faillit être renvoyé à la suite d'une altercation avec un élève de la compagnie rivale durant laquelle les deux antagonistes se battent avec des tisonniers incandescents. Sa victime est brûlée au dos par sa chemise enflammée. Le caporal Montgomery, rendu responsable de l'agitation nocturne des chambrées et de l'exécrable rivalité entre compagnies, est dégradé, il doit être renvoyé. Sa mère, qui a financé ses études et, surtout, un ami nommé Forbes, major des Royal Scot Fusiliers, interviennent en sa faveur. Sanctionné, il doit rester six mois de plus à Sandhurst, et n'est nommé sous-lieutenant au 1er bataillon du Royal Warwickshire Regiment (Mle 8742) que le 19 septembre 1908.
Sorti 36e de l'école, l'officier n'a pu prétendre à être admis dans l'armée des Indes, seule carrière dignement rétribuée. Or il n'a pas de fortune personnelle : il ne peut servir en Angleterre, où le coût moyen du mess des officiers dépasse la solde. Mais le régiment provincial possède un bataillon détaché qui sert en Inde. Ainsi il peut rejoindre en décembre 1908 à Peshawar le 1er bataillon. Pour l'anecdote, il y retrouve son cousin, l'orientaliste St. John Philby dont il sera le témoin de mariage en septembre 1910. Son unité ensuite est mutée à la fin 1910 à Bombay jusqu'en 1913, date de sa rentrée en Angleterre. Son intérêt pour l'art de la guerre est éveillé par le capitaine Lefroy, revenu d'un stage à l'école d'état-major de Camberley à la deuxième compagnie du régiment. Le lieutenant Montgomery prend alors conscience des immenses lacunes de l'armée britannique. Mais le rappel violent survient en août 1914.

## Première Guerre mondiale

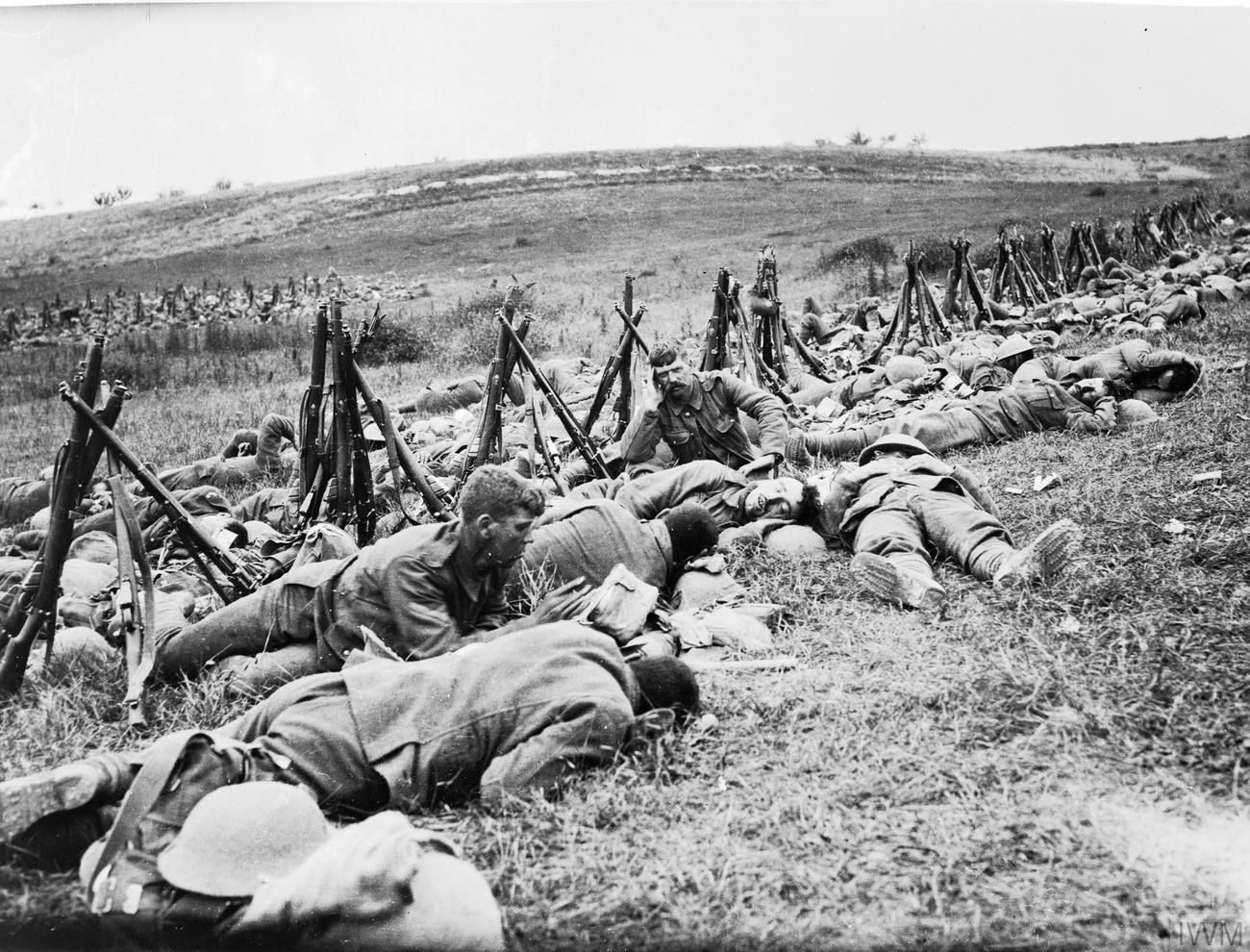
Hommes du régiment royal du Warwickshire pendant la bataille de la Somme.

La Première Guerre mondiale éclate en août 1914 : le régiment du lieutenant Montgomery placé dans la dixième brigade de la quatrième division est envoyé en France. Il arrive après une longue marche de nuit sur les champs de blé près de Haucourt lors de la bataille de Mons. Son bataillon au bivouac doit attaquer l'unité allemande qui a investi par surprise la colline confiée à un second bataillon du régiment. L'attaque est menée dans l'improvisation la plus totale et aboutit à la perte de la moitié des soldats du bataillon, tués, blessés ou faits prisonniers.
Sa compagnie charge vers les bâtiments aux abords du village de Méteren le 13 octobre 1914, non loin de la frontière belge. Après avoir pris les maisons, il est touché dans le village par un tir de sniper lors de la contre-offensive alliée. Grièvement blessé au poumon droit, il tombe à découvert et s'efforce de ne pas signaler sa survie. Un vaillant soldat anglais de sa section lui porte secours, le panse avant de s'effondrer, touché en pleine tête. Les tirs allemands dévastent le corps et le barda du malheureux qui protège Montgomery. Pris dans les feux croisés, il n'est à nouveau blessé qu'au genou. Tout le monde pense que les deux hommes sont morts. À la tombée de la nuit, les brancardiers les ramassent. Bernard est en mauvais état, au côté de son premier secouriste raide mort. À l'ambulance de campagne, les médecins débordés estiment qu'il n'en a plus pour longtemps avant d'agoniser. Ordre est donné de creuser les tombes. Lorsque les fossoyeurs viennent le chercher, il manifeste sa présence par un râle. Il est dirigé vers un hôpital après un long et douloureux voyage. Pendant quelques mois d'hospitalisation, il comprend que l'organisation, la logistique et l'information ciblée sont cruciales. Autrement dit, suivant le vieil adage, « la plume est plus puissante que l'épée ».
Le lieutenant Montgomery reçoit l'insigne de l'Ordre du Service distingué pour son commandement efficace et courageux lors de l'assaut de Méteren. Le blessé évacué en Angleterre se remet en quelques mois : guéri, il décide de se faire verser à l'état-major. Mais il est d'abord incorporé dans une brigade d'entraînement de l'Armée Kitchener au début de l'année 1915. En 1916, le commandant Montgomery revoit le front ouest en tant qu'officier de l'état-major des opérations dans la Somme, à Arras et Passchendaele. Il constate l'incroyable distance entre les planificateurs de l'état-major et les hommes sur le terrain. Pendant cette période, il est sous le commandement du général Herbert Plumer et s'occupe de l'instruction des hommes du 9e corps. Grâce à l'entraînement prodigué par Montgomery, aux répétitions et la combinaison de l'artillerie avec l'infanterie, les troupes de Plumer atteignent leurs objectifs avec un minimum de pertes.
Montgomery participe à la bataille de la Lys et à la troisième bataille de l'Aisne (bataille du Chemin Des Dames) avant de finir la guerre avec le rang d'officier de niveau 1 de l'état-major général et chef de l'état-major de la 47e division britannique (2e de Londres) avec le grade temporaire de lieutenant-colonel. Une photographie de 1918 montre le lieutenant-colonel Montgomery, alors peu connu, se tenant debout en face de Winston Churchill durant un défilé. Dans son état-major à Londres, il met au point un dispositif de progression de compagnies, utilisant des postes de télégraphie sans fil mettant en contact l'officier commandant la section et l'état-major à l'arrière qui peut ainsi coordonner sereinement les actions globales. Cette modélisation d'une tactique de progression toutes armes lui permet de mettre en avant le rôle d'officier de liaison, qui du fait de la généralisation de la motorisation, joueront un rôle crucial au cours du second conflit mondial.

## Entre-deux-guerres
Après la guerre, le lieutenant-colonel Montgomery commande un bataillon de l'armée britannique du Rhin avant de retrouver son grade de capitaine. Deux fois refusé à l'école ou Staff College (en) de Camberley, il se fait inscrire grâce à la recommandation sollicitée sur un court de tennis auprès de son adversaire d'un jour, sir William Robertson, commandant en chef de l'armée d'occupation en Allemagne. Il rédige déjà des brochures et des manuels d'entraînement où il fait part de son expérience et des leçons apprises durant la guerre. Cet expert en art militaire étudie avec assiduité ce qu'il dénomme la vie (life) sous toutes ses formes.
Mais la lutte contre les Sinn Fein en Irlande du Sud hâte sa nomination de major à la 17e brigade d'infanterie vers la fin 1920. La brigade est basée dans le comté de Cork pendant la guerre d'indépendance irlandaise. Un cousin de Montgomery avait notamment été assassiné par l'IRA en 1920 (voir le gang du Caire). Montgomery prend part de manière significative au conflit. Efficace, il n'emploie toutefois pas des méthodes aussi expéditives et brutales que celles d'Arthur Percival. À son arrivée, Montgomery exige des unités de sa brigade que leur comportement soit « en deçà de tout reproche ». Mais la guerre dégénère en une campagne de massacres réitérées à la joie sadique de quelques officiers et soldats dégénérés. Il admet néanmoins plus tard que le fait de « connaître le nombre de maisons brûlées ne l'avait pas gêné » (faisant allusion à une directive gouvernementale spécifiant que les maisons des personnes suspectées d'appartenir à l'IRA ou d'être des sympathisants soient incendiées). L'officier de l'IRA Tom Barry (en) dit de Montgomery qu'il s'était comporté d'une « manière très correcte ».
Montgomery se rend progressivement compte que le conflit avilissant pour les hommes et les officiers évolue au détriment de la Grande-Bretagne et que le retrait des troupes paraît être la seule issue. En 1923, après l'établissement de l'État libre d'Irlande et pendant la guerre civile irlandaise, Montgomery écrit à Percival que « pour gagner une guerre de ce type, vous devez être impitoyable » et que la Grande-Bretagne démocratique du XXe siècle n'est pas prête à mettre en place ce genre de stratégie. Il ajoute que la « seule façon (de s'en sortir) était de leur (les Irlandais) donner une sorte de gouvernement et les laisser écraser la rébellion eux-mêmes ».
En 1923, Montgomery rejoint l'armée territoriale au sein de la 49e division d'infanterie (West Riding). En tant que capitaine, il commande une compagnie du 1er régiment royal Warwickshire ; il occupe plusieurs postes d'état-major avant de devenir un instructeur au Staff College de Camberley en 1926. Il travaille trois années avec des hommes qu'il admire : Alan Brooke, Paget, Franklin... Il passe au rang de major. Très studieux et appliqué, affichant des opinions réformatrices dans un milieu d'officiers conservateurs, Montgomery passe pour un officier atypique, libre penseur et rédacteur intellectuel mais d'une grande franchise, loyauté et disponibilité auprès des officiers généraux de l'état-major.
En janvier 1926, en vacances hivernales en Suisse, à Lenk dans l'Oberland bernois, il rencontre Sir Edward Crowe et sa famille ainsi qu'une mère de famille de deux enfants, veuve d'un officier anglais mort en 1915 à Gallipoli, Elizabeth Carver. Les deux enfants Carver avec lesquels il sympathise d'abord ont onze et douze ans : ils sont farouchement antimilitaristes. Montgomery et Crowe qui surveillent la sortie sportive des enfants et adolescents alors que les femmes restent ensemble, entament des discussions animées et joyeuses avec ces jeunes et irréductibles pacifistes. L'année suivante, il retourne à Lenk avec son ami Edward en janvier 1927. Là, il s'éprend de la veuve surnommée Betty. Ce coup de foudre chamboule sa vie. Il se marie le 27 juillet 1927, à l'église de Chiswick à Londres. Un unique garçon David naît de leur union le 18 août 1928. Montgomery est lieutenant-colonel du 1er bataillon royal du régiment de Warwickshire en 1931. Il effectue son service en Palestine, en Égypte et en Inde. Sa femme qui, énergique et gaie, se révèle une excellente femme de colonel et son fils ne le quittent exceptionnellement qu'en période d'insécurité. Le père de famille attentionné est nommé colonel et instructeur au Staff College de l'armée indienne à Quetta en Inde.
Comme ce fut le cas pendant toute sa carrière, Montgomery s'attire les foudres de ses supérieurs en raison de son franc parler, de sa débrouillardise souvent perçue comme une arrogance envers le règlement, de ses manières dictatoriales pour défendre la solidarité du groupe, ainsi que pour son mépris des conventions lorsque celles-ci vont à l'encontre de l'efficacité militaire ou entravent la poursuite de l'objectif. Il met par exemple en place un bordel pour son bataillon, un établissement régulièrement inspecté par un médecin militaire, pour le « rafraîchissement horizontal » de ses soldats plutôt que de devoir les forcer à se rendre dans des lupanars irréguliers, une pratique potentiellement dangereuse pour la santé. En 1930, il est choisi pour remanier le manuel d'infanterie. Devant les protestations d'une commission pointilleuse, chapitre par chapitre, paragraphe par paragraphe, il décide d'ajourner le travail nécessaire à cette publication, mais remet ensuite une version définitive omettant tous les amendements de la commission dissoute.
En 1937, Montgomery devient officier commandant de la 9e brigade d'infanterie. Mais cette même année reste dramatique pour Bernard et son fils. Sa femme Betty meurt le 19 octobre 1937 des suites d'une septicémie, conséquence probable d'une piqûre d'insecte lors de ses vacances à Burnham-on-Sea. Il ne prévient son fils David, pensionnaire, de la terrible issue de la maladie qu'immédiatement après les funérailles de sa femme. Bouleversé par la mort de son épouse, son seul et unique amour féminin connu, le brigadier Montgomery, homme secret, reste plusieurs jours cloîtré dans sa maison de Portsmouth. Mais il insiste envers et contre tous pour reprendre son travail à l'état-major. Père et fils instaurent une relation d'amitié durable en mémoire de Betty.
En 1938, il organise une opération amphibie combinée avec des exercices de débarquement. Ces démonstrations impressionnent le commandant en chef récemment nommé du secteur sud, le général Archibald Wavell, par qui il est soutenu avec humour dans le bras de fer qui l'oppose au major général Salisbury. Ce dernier, responsable de l'administration du secteur sud, s'entête à prêcher auprès du War Office une sanction exemplaire à l'encontre de Montgomery pour les moyens peu réglementaires que le brigadier a employés afin de renflouer la caisse des services d'assistance aux familles des soldats mariés de son régiment. Mais Monty est promu au rang de major-général et il n'entend plus parler de l'affaire. Placé à la tête de la 8e division d'infanterie en Palestine, il y réprime la révolte arabe avant de regagner, épuisé et malade d'une tache au poumon, la Grande-Bretagne en juillet 1939. Quoique rétabli durant la traversée retour, il est néanmoins mis en indisponibilité. Alors que la guerre couve en Europe, il harcèle le War office et obtient le commandement de la 3e division d'infanterie, « la division de fer ».

## Seconde Guerre mondiale
La Grande-Bretagne déclare la guerre à l'Allemagne le 3 septembre 1939 à 11 heures .

### Campagne sur le continent européen
La 3e division est d'abord déployée au sud de Lille dans le prolongement théorique de la ligne Maginot au sud de la frontière belge : elle fait partie du second corps, dirigé par Alan Brooke, de la force expéditionnaire britannique (BEF) commandée par Lord Gort, ancien chef de l'état-major impérial, qui se compose de deux corps d'armée à deux divisions. À gauche du corps expéditionnaire britannique, la division de Montgomery prend place dès le 10 mai 1940 à côté de l'armée belge indépendante à sa gauche. Avant cette date, la Belgique est strictement neutre.

#### Drôle de guerre
Le sens critique de Montgomery dissipe les dernières illusions qu'il pouvait se faire sur la préparation des troupes anglaises :
- Le soutien administratif et l'organisation du haut commandement, inexistants avant le conflit, ont été improvisés dans l'urgence au moment de la mobilisation en septembre. Les dysfonctionnements et les choix illogiques sautent aux yeux. Les politiques inconscients n'avaient longtemps retenu qu'une contribution navale et aérienne britannique à une guerre annoncée sur le continent. Le réarmement timide n'avait commencé qu'au printemps 1939.
- Il n'existe aucune mobilité indépendante dans l'armée britannique. Le moyen de déplacement est fourni par la réquisition de camions en Grande-Bretagne. Les engins à fonction commerciale provenant de différentes villes anglaises sont vétustes ou en mauvais état ; les conducteurs improvisés n'ont aucune connaissance en maintenance mécanique. La route des ports de débarquement vers la zone de concentration à la frontière franco-belge est parsemée d'épaves, et est repérable à la trace des débris.
- Le système de transmission de l'armée de campagne est inadéquat. Aucune manœuvre réaliste de vaste ampleur n'a été effectuée au cours des dernières années. Les projets de liaisons sans fil entre front mobile et état-major de la fin des années 1910 sont restés lettre morte. Le silence des ondes décrété en France impose l'emploi du téléphone civil, bien peu fiable en temps de guerre.
- Les armes et les équipements militaires sont inadaptés au conflit. L'équipement antichar, mis à part quelques canons de deux livres peu efficaces, est inexistant ; le brigadier se procure des canons légers en France. Surtout, il n'y a pas de chars disponibles dans l'armée, à l'exception d'une brigade de chars à la disposition du C.Q.G.. Mais Montgomery n'en croise aucun, ni pendant la drôle de guerre, ni au cours du brutal conflit en mai 1940.
- Le moindre problème du corps expéditionnaire devient une réelle difficulté du fait du double commandement français qui, tantôt le fait appartenir au 1er groupe d'armées du général Billotte, tantôt le remet sous l'autorité du général Georges, responsable du front nord-est. La mort du général Billotte deux jours après un grave accident de voiture, le 21 mai, lors d'un repli de son quartier général, laisse trois jours de vacance totale, avant son remplacement trop tardif par le chef de la 1re armée le général Blanchard.

Montgomery est stupéfait lorsqu'il lit mi-octobre 1939 un journal français rapportant les propos louangeurs tenus au Parlement par le secrétaire d'État à la guerre, Leslie Hore-Belisha. L'armée récemment envoyée en France est équipée « de la manière la plus parfaite possible ». Il prédit un désastre[réf. nécessaire] au mieux similaire à celui de 1914 et passe beaucoup de temps à entraîner ses troupes pendant la drôle de guerre. Puisqu'il n'y a aucun exercice de mouvement autorisé, il privilégie l'instruction tactique plutôt que les opérations offensives. Il est à nouveau au cœur des critiques en raison de sa prise de position quant à la sexualité des soldats.

#### Guerre et débâcle
Sa rigueur dans les entraînements est payante lorsque les Allemands commencent leur invasion en Belgique aux Pays-Bas le 10 mai 1940. Placé sous les ordres du commandant en chef lord Gort, Montgomery avance avec la 3e division jusqu'à la rivière Dyle où elle combat aux côtés de l'armée belge, puis se retire jusqu'à la région de la Lys à la droite des Belges avant de faire retraite jusqu'à Dunkerque pour s'y rembarquer. Ces retraites devant la pression allemande sont exécutées avec un grand professionnalisme dans la technique des mouvements de troupe limitant ainsi les pertes. Mais le résultat est une débâcle militaire. Lord Gort, qui manœuvre pour ramener sain et sauf les soldats britanniques en Grande-Bretagne, retire la totalité des troupes britanniques de la droite de l'armée belge qui va succomber après avoir combattu pendant quatre jours sur les bords de la Lys sous les ordres du roi Léopold III, avec le seul appui de troupes françaises de l'armée du général Blanchard. Gort sauve ainsi la majeure partie des soldats britanniques et une petite partie des armées françaises du nord. Il est pourtant relevé de ses fonctions fin mai 1940. Pendant l'opération Dynamo qui consiste à évacuer la majeure partie des 330 000 membres de la force expéditionnaire piégée dans la poche de Dunkerque vers la Grande-Bretagne, Montgomery assume le commandement du 2e corps britannique.
À son retour, Montgomery qui se tient prêt à repartir avec d'autres troupes éveille l'hostilité du War Office en raison de ses opinions franches au sujet de la gestion de la force expéditionnaire. Relégué au rang de commandant de division, nommé à l'Ordre du Bain, il est promu lieutenant-général en juillet 1940. Durant l'été 1940, il met en défense le secteur de Brighton face à un éventuel débarquement, suscitant l'ire effroyable des élus des villes balnéaires et des propriétaires des villas sur la côte. L'après-midi du 2 juillet, il rencontre et reçoit pour la première fois de sa vie Winston et Clementine Churchill. Après la visite des installations sur le terrain, l'officier qui affirme « ni boire d'alcool, ni fumer et être à 100 % de ses moyens physiques » parle au dîner en tête à tête avec le Premier ministre qui lui rétorque avec vivacité qu'il « boit et fume tout en se sentant en forme à 200 % ». Montgomery, avec franchise, lui donne son point de vue sur l'équipement de combat, sur l'entraînement des recrues et sur la nécessaire mobilité des troupes, regrettant que celles-ci soient contraintes à un rôle uniquement statique. Il participe à la défense d'idées pratiques et originales, instillés par des officiers marginaux et réformateurs au sein de l'armée caduque et rétrograde de l'entre-deux-guerres. Cette rencontre d'une personnalité primordiale de la politique, jusque-là méconnue de lui est, affirme-t-il dans ses mémoires, à l'origine d'une amitié. Son unité malgré la perplexité du War Office recevra ses autobus pour organiser ses déplacements sur la ligne de front et ses mouvements de contre-attaque.
Placé à la tête du 5e corps britannique, il commence une longue querelle avec le commandant en chef du commandement du secteur sud, Claude Auchinleck. En avril 1941, il commande le 12e corps et en décembre 1941, il renomme le commandement du sud-est en armée du sud-est pour promouvoir l'esprit offensif. Durant cette période, il développe et applique ses idées sur l'entrainement des soldats, avec à son apogée l'opération Tigre (Exercise Tiger), en mai 1942, engageant 100 000 personnes.

### Campagnes en Afrique du Nord et en Italie

Montgomery surveillant les manœuvres de ses tanks dans le désert en novembre 1942.

En 1942, un autre commandant sur le terrain est nécessaire au Moyen-Orient et Égypte, théâtre des opérations où Claude Auchinleck est commandant en chef succédant à Archibald Wavell. Claude Auchinleck a stabilisé les positions alliées devant El-Alamein mais Winston Churchill décide à la suite d'une visite en août 1942, de le remplacer par Harold Alexander. Alan Brooke persuade le premier ministre de nommer Montgomery au rang de commandant de la 8e armée britannique engagée dans la campagne en Afrique du Nord. Le candidat préféré de Churchill était William Gott mais le prétendant fut tué lors de son retour du front vers le Caire lorsque l'avion qui le transportait fut abattu par un chasseur allemand.
Claude Auchinleck et son état-major n'apprécient guère les méthodes de commandement de Montgomery mais celui-ci réussit à rénover le fonctionnement de la 8e armée. Il s'empare du commandement deux jours plus tôt que la date prévue (le 13 août 1942) et décide de renforcer immédiatement la position stratégique de Alam Halfa. Il regroupe le commandement de l'armée de l'air et de terre en une seule entité et ordonne la destruction de tous les documents et plans relatifs à une éventuelle retraite. Lorsque Brooke et Alexander visitent le quartier général le 19 août, ils sont très surpris par la nouvelle ambiance instaurée par Montgomery. Pourtant, une photographie du 23 août 1942 montre la silhouette maigre et voûtée du chef de la VIIIe armée gravissant quelques marches en uniforme d'été : un homme aux cheveux blancs, le visage émacié par des traits de fatigue, un officier presque accablé et dépressif, prématurément vieilli et conscient de la responsabilité qu'il engage sur ce front méridional, crucial en ces heures de guerre.
Montgomery réussit à transformer le moral des troupes mais il doit en contrepartie dénigrer Claude Auchinleck et mettre en valeur l'intelligence stratégique de Wavell qui a posé les bases d'usage de l'espace dans ce conflit local. Il veille à apparaître le plus souvent possible au sein de la troupe, en rendant souvent visite à ses unités afin de se faire connaître. Avant l'arrivée de Montgomery, les unités de la 8e armée ont tendance à travailler séparément et à mener leurs propres batailles. Montgomery décide de mettre un terme à cette désorganisation et fait en sorte que les unités tirent sur la même corde.
Le commandant allemand de l'Afrika Korps, Erwin Rommel, essaie d'encercler la 8e armée lors de la bataille d'Alam Halfa le 31 août 1942. Les travaux des cryptanalystes d'Ultra ont confirmé les intentions de Rommel, et Montgomery a vu juste en ordonnant la défense des positions alliées. Rommel est stoppé dans son offensive avec très peu de pertes mais Montgomery n'attaque pas les Allemands qui reculent en quittant l'Égypte. Il est critiqué pour cette décision mais avance que la 8e armée n'était pas en mesure de lancer une offensive mobile sur des forces allemandes mécanisées, fluides et quand même redoutables malgré leurs pertes. Au cours des opérations en Afrique du Nord, l'une de ses unités s'était particulièrement distinguée, la 7e division blindée, surnommée « les rats du désert ».
La reconquête de l'Afrique du Nord est essentielle pour installer des aérodromes à partir desquels le support sur Malte et l'opération Torch peuvent être lancés. Ignorant la demande de Churchill qui exige une mise en place rapide, Montgomery déploie l'infrastructure consciencieusement afin de mener l'offensive dans les meilleures conditions. Il ne veut pas se lancer hâtivement dans le combat et préfère être certain d'être en mesure de remporter la victoire. Il applique les méthodes qui ont fait leurs preuves : accumulation de ressources, planification poussée, entraînement des unités pour le combat nocturne et les assauts avec 300 tanks Sherman, ainsi que l'aspect psychologique avec des rencontres fréquentes avec la troupe.

#### Seconde bataille d'El Alamein
La seconde bataille d'El Alamein commence le 23 octobre 1942 et se termine douze jours plus tard avec, pour la première fois de la guerre, une victoire significative des Alliés contre les Allemands sur terre. Montgomery prédit correctement la durée de la bataille et le nombre de pertes (13 500). La nouvelle enchante Churchill : « This is not the end. It is not even the beginning of the end. But it is, perhaps, the end of the beginning. », clame-t-il. Montgomery est anobli à l'Ordre du Bain et promu général. La 8e armée en profite pour avancer alors que les Allemands dépités et épuisés battent en retraite sur des centaines de kilomètres en direction de la Tunisie à la suite de la Seconde bataille d'El Agheila. L’événement marque un tournant en Afrique du Nord et montre que les Allemands ne sont plus invincibles. Montgomery conserve l'initiative en utilisant la supériorité de son armée quand cela est nécessaire. Il déloge infailliblement un Rommel acculé de chacune de ses positions successives. Le 6 mars 1943 dans le cadre de l'opération Capri, l'attaque massive de Rommel sur une 8e armée britannique très étendue à Médenine est un échec. Du 20 au 27 mars, sur la ligne de Mareth, Montgomery rencontre une opposition plus soutenue que prévu. Il emprunte une autre stratégie en prenant à revers les Allemands avec un support des chasseurs-bombardiers de la RAF opérants à faible altitude. Cette campagne montre que la victoire se joue à la fois sur le plan psychologique (la maladie et l'absentéisme sont éliminés de la 8e armée[réf. nécessaire]), sur le plan coopératif avec l'armée de l'air et l'armée de terre, sur le plan logistique avec des installations bien pensées et une planification précise avec des ordres clairs lors des opérations.

#### Invasion de la Sicile

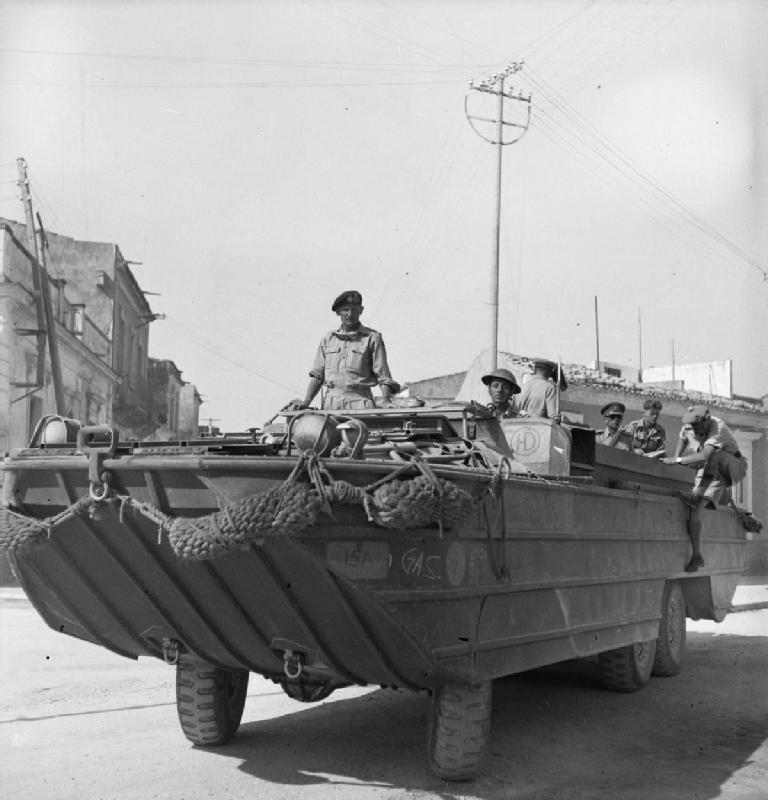
Montgomery en Sicile en 1943.

L'attaque alliée majeure qui suit est l'invasion de la Sicile, l'opération Husky et l'opération Ladbroke s'organisent sous la direction de Montgomery. Les tensions notoires entre Montgomery et le haut-commandement américain débutent à ce moment. Montgomery met en doute le plan de l'invasion alliée et par la force des choses, les généraux américains Patton et Bradley n'apprécient pas cette incursion du général britannique dans leur stratégie. Même s'ils reconnaissent les qualités de Montgomery en tant que général, les Américains n'arrivent que difficilement à travailler avec sa personnalité très expansive.
Montgomery continue à commander la 8e armée lors du débarquement en Italie, mais il abhorre le manque de coordination, la dispersion des efforts et une tactique qu'il considère comme inutilement compliquée. Le 23 décembre, il préfère se retirer de l'équipe décisionnelle pour la campagne italienne. Ainsi naît la légende de son mauvais caractère.

### Normandie

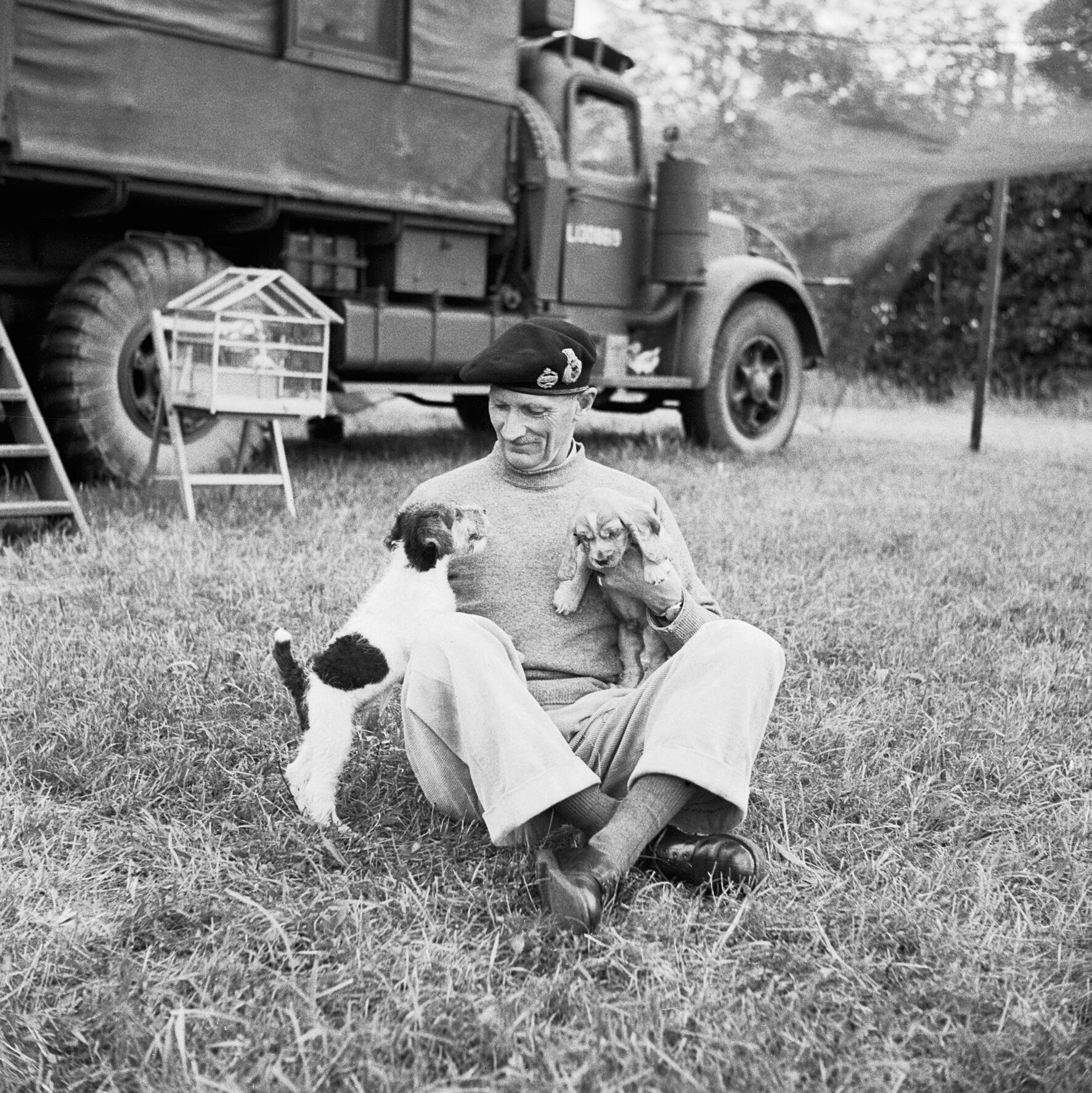
Montgomery le 6 juillet 1944 avec ses jeunes chiens « Hitler » et « Rommel » à Blay où est installé son quartier général mobile du 23 juin au 3 août 1944. Derrière-lui, sa cage de canaris, avec laquelle il voyage aussi.

Montgomery retourne en Grande-Bretagne pour reprendre le commandement du 21e groupe d'armées qui regroupe toutes les forces terrestres alliées qui doivent prendre part à l'opération Overlord, l'invasion de la Normandie. Les plans pour cette opération majeure ont été préparés durant deux années, notamment par l'état-major du commandant suprême allié (COSSAC). Montgomery arrive rapidement à la conclusion que le plan du COSSAC reste trop limité, et il plaide avec vigueur pour l'adjonction de deux divisions aux trois initialement prévues. De la même manière qu'en Afrique du Nord, il rend souvent visite à ses unités pour s'assurer du moral des troupes et de la qualité de l'instruction. Le 7 avril et le 15 mai 1944, Montgomery présente à l'école Saint-Paul sa stratégie pour l'invasion. En qualité de commandant des forces alliées d'invasion terrestres, il a prévu une bataille de quatre-vingt-dix jours, qui se terminerait lorsque les troupes auraient atteint la Seine en pivotant autour de Caen prise par les Alliés, les armées britannique et canadienne assurant l'offensive et l'armée américaine progressant vers l'est.

Le 12 juin 1944, visite de Winston Churchill au QG de Montgomery au château de Creullet.

Au cours des combats intenses de la bataille de Normandie, qui s'étalent sur deux mois et demi, Montgomery n'arrive pas à suivre le plan original mais une série d'offensives improvisées et menées sous son commandement aboutit à l'une des plus grandes défaites allemandes sur le front ouest de l'Europe. La campagne lancée par Montgomery vise à harceler et à user l'ennemi. Cette stratégie est suivie jusqu'au milieu du mois de juillet. L'occupation de la péninsule du Cotentin et d'autres offensives à l'est permettent de sécuriser Caen et de concentrer les blindés allemands dans cette région. L'opération Cobra permet de percer les lignes allemandes et d'encercler la Wehrmacht. La thèse selon laquelle Montgomery fixait les blindés allemands à Caen pour permettre une percée américaine prête toujours à débat. Elle aurait en effet été développée par Montgomery lui-même, afin de justifier ses échecs récurrents dans la prise de Caen. De plus sa responsabilité est bien engagée dans le fait d'avoir trop tardé à fermer la poche de Falaise, permettant à une partie des troupes allemandes d'échapper à l'encerclement.

### Avancée sur le Rhin

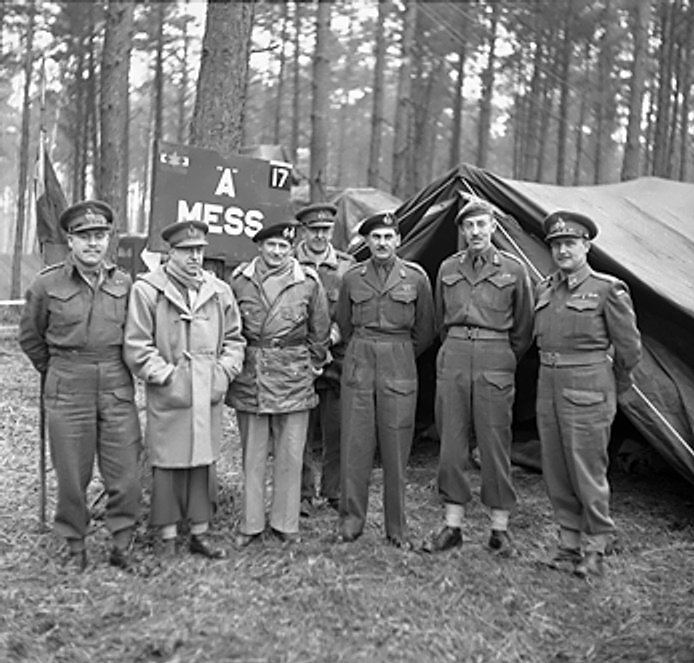
Montgomery (3e depuis la gauche) rendant visite à ses unités le 26 février 1945 aux côtés d'autres militaires haut gradés.

La présence croissante des troupes américaines sur le théâtre européen (2 divisions sur 5, le jour du débarquement, 72 sur 85, en 1945) rend politiquement impossible une gestion exclusivement britannique du commandement des forces terrestres.
À la fin des opérations en Normandie, le général Eisenhower prend lui-même en charge le commandement des forces terrestres, en même temps que le rôle de commandant suprême. Montgomery de son côté poursuit le commandement du 21e groupe d'armées qui comprend désormais principalement des Britanniques et des Canadiens. Le général n'accepte que difficilement ce changement de situation, même si cette décision était antérieure au débarquement. Churchill a en quelque sorte dédommagé Montgomery en le nommant maréchal.
Promu maréchal le 1er septembre 1944, Montgomery réussit à persuader Eisenhower sur les opérations à mener en Allemagne : une stratégie fondée sur une percée d'une traite en direction de la Ruhr en septembre 1944 (opération Market Garden). Si Eisenhower s'était rallié à la cause du maréchal, George Patton s'était montré beaucoup plus réservé. Cette bataille fut l'une des plus inhabituelles pour Montgomery : l'offensive était trop audacieuse et mal planifiée. Elle est un échec, avec la destruction de la 1re division aéroportée à Arnhem et la mort de plusieurs milliers de civils néerlandais. Au total, 10 000 soldats alliés périssent durant l'opération, 8 000 sont capturés ou portés disparus. L'attention du maréchal s'étant fixée sur l'opération en Ruhr, il passe au second plan la tâche essentielle qui consiste à nettoyer les rives et la région de l'Escaut pendant la capture d'Anvers. Le groupe de Montgomery reçoit l'ordre de se concentrer sur cet objectif afin que le port d'Anvers soit ouvert lors de la bataille de l'Escaut.
Après la destruction d'Arnhem et l'évacuation de la population, les civils hollandais doivent subir le terrible hiver qui suit. Bien que l'opération Market Garden fût un désastre et un effroyable gaspillage d'hommes, Montgomery refusera toujours de le reconnaître. Il dira même de cette opération qu'elle était à 90 % une réussite.
Lorsque l'attaque surprise des Allemands dans les Ardennes débute le 16 décembre 1944 (bataille des Ardennes), le front du 12e groupe d'armées américain est scindé. La première armée américaine est repoussée au nord des troupes allemandes. Le commandant du groupe, le général Omar Bradley se trouve au Luxembourg au sud de la percée et le commandement de la première armée devient problématique. Montgomery est le commandant le plus proche du feu de l'action et le 20 décembre, Eisenhower (alors à Versailles) transfère d'urgence le commandement de la 1re armée américaine (menée par Courtney Hodges) et de la 9e armée américaine (commandée par William Hood Simpson) à Montgomery. Bradley s'indigne de cette décision pour des raisons nationales.
Montgomery profite de l'occasion et rend visite aux commandants des différentes unités. Il met en place un réseau de communication et attribue un rôle de réserve au 30e corps britannique. Les défenses américaines sont réorganisées au nord du front, et il ordonne l'évacuation de Saint-Vith. Le commandant allemand de la 5e armée de Panzers, Hasso von Manteuffel dit :

« Les opérations de la 1re armée américaine s'étaient concrétisées par une série d'actions individuelles. La contribution de Montgomery pour corriger la situation fut de transformer ces séries d'actions isolées en une bataille cohérente suivant un plan clair et bien défini. C'est son refus de s'engager dans des contre-attaques prématurées et itératives qui a permis aux Américains de regrouper leurs réserves et frustrer les Allemands dans leurs tentatives d'extension de la percée »

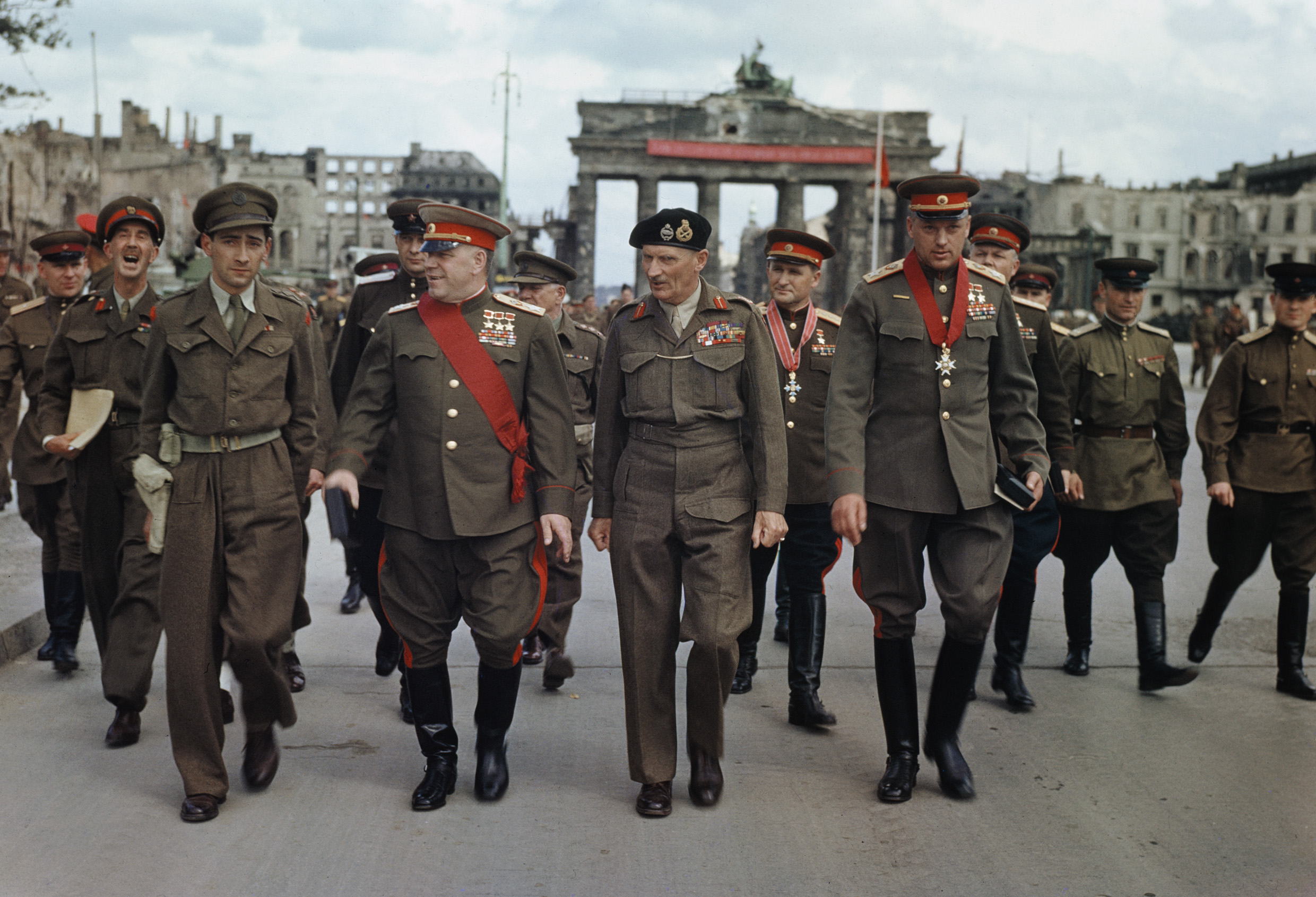
Marche des généraux alliés près de la porte de Brandebourg à Berlin le 12 juillet 1945. Montgomery se trouve au centre avec à sa droite le maréchal soviétique Joukov.

Eisenhower demande à Montgomery de lancer l'offensive le 1er janvier afin de rencontrer l'armée de Patton en provenance du sud et de piéger les Allemands. Mais Montgomery refuse de lancer l'infanterie, qu'il considère comme insuffisamment entraînée, dans une tempête de neige et une zone qui lui paraît peu intéressante du point de vue stratégique. Il ne lance pas l'attaque avant le 3 janvier, date à laquelle les troupes allemandes ont déjà réussi à s'échapper. Une majeure partie des militaires américains pensent qu'il aurait mieux fait d'envoyer les troupes mais tout le monde savait que le maréchal exécrait les offensives irréfléchies. Après la bataille, la 1re armée américaine retourne dans le 12e groupe d'armées. Quant à la 9e armée américaine, elle reste dans le 21e groupe d'armées de Montgomery jusqu'à ce qu'elle traverse le Rhin.
Son groupe avance jusqu'au Rhin avec les opérations Veritable et Grenade en février 1945. Après l'opération Plunder (la traversée du Rhin) soigneusement menée le 24 mars et l'encerclement du groupe d'armées B de la Wehrmacht dans la Ruhr, le rôle de Montgomery consiste à assurer le flanc de l'avancée américaine. Cette vision est retravaillée pour devancer les troupes soviétiques qui se dirigent vers le Danemark. Le 21e groupe reçoit l'ordre d'occuper Hambourg et Rostock, empêchant ainsi l'Armée rouge de s'emparer de la péninsule danoise.
Le 4 mai 1945, à Lunebourg, Montgomery reçoit la délégation allemande apportant la capitulation officielle des forces du IIIe Reich en Allemagne du nord, au Danemark et en Hollande. L'évènement eut lieu dans une tente sans aucune cérémonie particulière.

## Après-guerre

Montgomery (à gauche) en tant que chef de l'état-major général impérial lors d'une réunion à New Delhi. Au centre et à droite : les maréchaux Wavell et Auchinleck.

Après la fin du conflit mondial, Montgomery reçut en 1946 le titre de vicomte Montgomery of Alamein. Il fut le premier commandant de la British Army of the Rhine (1945-1946) puis chef de l'état-major général impérial de 1946 à 1948 mais cette fonction ne lui convenait pas puisqu'elle était politisée. Montgomery continua à entretenir des liens avec le régiment royal, et fut élevé au rang honorifique de colonel du régiment en 1947. Sa mère mourut en 1949 mais Montgomery ne se rendit pas à son enterrement car il était « trop occupé ».
Nommé commandant suprême ou président du comité de l'union des commandants en chef occidentaux, il fut un inspecteur général efficace et mit en place des exercices utiles mais fut dépassé par la dimension politique de ce mandat. Montgomery devint adjoint au commandant suprême des forces atlantiques en Europe de 1951 à 1958, une fonction qu'il assura aux côtés d'Eisenhower et qui permit de mettre en place l'OTAN. Il prit sa retraite en 1958.
Entre 1951 et 1966, Montgomery fut président du rectorat de l'école St John à Leatherhead, Surrey. En 1953, le Hamilton Board of Education à Hamilton au Canada écrivit au maréchal Montgomery pour lui demander la permission de nommer une nouvelle école à l'est de la ville en son honneur. Le projet de la Viscount Montgomery Elementary se présentait comme l'école la plus moderne de l'Amérique du Nord lorsque la première pierre fut posée le 14 mars 1951. L'école fut inaugurée le 18 avril 1953, avec Montgomery dans le public de 10 000 personnes. Il déclara lors de son discours : « Gardez bien », faisant référence au motto du blason de sa famille.
Montgomery disait de cet établissement qu'il était son « école bien-aimée » et lui rendit visite à cinq occasions, la dernière fois en 1960. Lors de sa dernière apparition, Montgomery dit aux étudiants :
« Faisons de la Viscount Montgomery School la meilleure d'Hamilton, la meilleure en Ontario, la meilleure du Canada. Je ne m'associe pas avec quelque chose qui n'est pas bon. Il ne tient qu'à vous de voir tout ce qui est bien dans cette école. Il ne tient qu'aux étudiants d'être non seulement les meilleurs à l'école mais également de par leur comportement en dehors de la Viscount. L'éducation n'est pas seulement une chose qui va vous permettre de passer vos examens et vous faire décrocher un travail, mais également de développer votre cerveau pour qu'il puisse vous apprendre à rassembler les faits et à réaliser des choses. »

### Controverses
Sujet quasi intouchable durant bien des années, du fait de son extrême popularité, Montgomery fut ensuite âprement critiqué sur ses conceptions tactiques et stratégiques et certains aspects de sa personnalité comme son égocentrisme marqué, notamment par l'historien britannique Liddell Hart. Sa prudence extrême, son aversion pour le risque (sauf, curieusement, lors de l'opération d'Arnhem), et les nombreuses occasions manquées du fait de sa pusillanimité et de son égoïsme (poursuite de l'Afrika Korps, Falaise, percée de Patton en Lorraine,…) lui furent reprochées.
Durant le conflit même, Montgomery eut d'ailleurs plusieurs démêlés avec les autres commandants responsables du front de l'Ouest, notamment durant la campagne des Ardennes. Ce fut principalement le cas avec le général Omar Bradley, lequel lui réservait un mépris certain et publiquement affirmé, en raison des critiques que le field marshal émettait fréquemment à son égard. Ce dernier lui imputait entre autres la faute de la percée allemande sur le front ardennais. Même si le général Eisenhower faisait preuve d'une plus grande discrétion, en raison des talents diplomates qui lui étaient naturellement propres, celui-ci éprouvait malgré tout une grande lassitude face aux revendications ambitieuses de Montgomery, qui revendiquait le commandement d'une partie des divisions américaines à la défaveur de Bradley et de Patton. À la mesure que se déroulait la campagne, les pressions exercées par Montgomery à ce sujet se firent plus fortes, tout autant que l'irritation grandissante de l'ensemble de l'armée américaine à l'adresse du Field Marshal : beaucoup de soldats américains refusaient notamment l'idée de devoir servir sous son commandement. C'est ainsi que les tensions préexistantes entre armées britanniques et américaines connurent un accroissement notable, également favorisées par les piques de la presse anglaise qui soutenait peu à peu la candidature de Montgomery à la tête de l'ensemble des forces armées Alliées. Si Churchill désapprouvait l'égocentrisme de Montgomery, ainsi qu'il le précisa à plusieurs reprises dans ses publications postérieures, ce dernier devait continuer de provoquer de multiples crises diplomatiques au sein même du front de l'Ouest, jusqu'à la fin du conflit. Depuis lors, Eisenhower conservera toujours un sentiment d'amertume et de mépris à son égard : il devait notamment le qualifier de « psychopathe » et sévèrement critiquer son « égocentrisme » lors de conversation futures après son accession au poste de président des États-Unis, allant même jusqu'à affirmer que le cas de Montgomery fut « le problème le plus difficile » qu'il eut à résoudre durant la bataille des Ardennes.
Avant sa retraite, les opinions franches de Montgomery sur certains sujets, comme les races, étaient souvent officiellement censurées. Après sa retraite des affaires militaires, ces déclarations devinrent publiques, ce qui affecta sa réputation. Ses mémoires furent jugés arrogants et ne servant qu'à asseoir sa personnalité et ses actes. Il critiqua de nombreux compagnons qu'il avait côtoyés durant la guerre en des termes très durs, y compris Eisenhower qu'il accusa entre autres d'avoir prolongé la guerre d'une année en raison de son incompétence. Ces accusations mirent un terme à leur amitié. Montgomery applaudit également l'apartheid et le régime de Mao Zedong. Il plaida contre la légalisation de l'homosexualité au Royaume-Uni, avançant que le Sexual Offences Act de 1967 était une « charte pour la bougrerie » et que « ce genre de chose était peut-être toléré en France, mais nous sommes britanniques, Dieu merci ! »
Peut-être en partie à cause des scandales, Montgomery ne fut jamais fait comte (contrairement à ses contemporains comme Harold Alexander et Archibald Wavell). Une tâche officielle qu'il voulait absolument honorer durant ses dernières années fut celle du port de « l'épée de l'État » (Sword of State) pendant l'ouverture du parlement. Arrivant à un âge avancé, certains se demandaient s'il était réellement capable de rester debout durant de longues périodes avec une arme aussi lourde. Ces craintes furent confirmées lorsqu'il s'évanouit durant la cérémonie en 1968. Il cessa définitivement ses activités publiques à la suite de cet incident.
Certains historiens ont plus tard émis l'hypothèse – encore fragile et toujours en cours d'étude - que Montgomery souffrait de quelque trouble psychologique, voire psychiatrique, ayant favorisé le développement d'un caractère difficile, qui tendait vers un égocentrisme marqué et un certain manque d'empathie à l'égard de ses collègues et subordonnés. La présence d'un syndrome d'Asperger a aussi été évoquée. Certains documents insistent sur le caractère très rude de l'enfance de Bernard Montgomery, celui-ci ayant longtemps dû supporter les méthodes inflexibles de ses parents, profondément religieux.

## Fin de vie
La presse britannique avait trouvé en Montgomery un sujet idéal. Les journalistes photographiaient l'ancien maréchal en train de toucher sa pension au bureau local de la sécurité sociale. En raison de sa notoriété, beaucoup pensaient que Montgomery était à l'abri du besoin et qu'il dilapidait l'argent public. En fait, Montgomery avait toujours été un homme modeste et il fut blessé que l'opinion publique ne le juge pas comme tel.
Son domicile fut aussi cambriolé. Malgré son apparition à la télévision pour demander le retour de ses biens, essentiellement de valeur sentimentale, ces objets ne furent jamais retrouvés.
Il est mort en 1976 à son domicile d'Alton dans le Hampshire et a été enterré au cimetière de Holy Cross de Binsted après des funérailles nationales à la chapelle Saint-Georges de Windsor. Le Hunterian Museum and Art Gallery de Glasgow conserve son portrait peint par Julian Barrow, et l'Imperial War Museum à Londres conserve son char de combat et sa voiture (une Humber). Sa bannière de l'Ordre de la Jarretière, qui pendait dans la Chapelle Saint-Georges de Windsor pendant sa vie, maintenant se trouve dans la vieille église paroissiale de Warwick.

## Décorations et citations
Il a reçu les décorations suivantes :
- Chevalier de l’ordre de la Jarretière (KG-3/12/1946) ;
- Chevalier grand-croix de l’ordre du Bain (GCB-14/06/1945) ;
- Compagnon de l'ordre du Service distingué (DSO-1/12/1914) ;
- Médaille militaire française au titre de la guerre 39-45 (1958) ;
- Grand-croix de la Légion d’honneur (05/1945) ;
- Croix de guerre 1914-1918 avec palme (1919) ;
- Army Distinguished Service Medal (États-Unis-1947) ;
- Commandeur en chef de la Légion du Mérite (États-Unis-1943) ;
- Ordre de la Victoire (URSS-1945),
- Ordre de Souvorov de 1re classe (URSS-1947) ;
- Grand officier de l’ordre de Léopold II avec palme (Belgique-1947) ;
- Croix de guerre 1940 avec palme (Belgique-1947) ;
- Grand Commandeur de l’ordre de Georges Ier (Grèce-1944) ;
- Grand Croix de l’ordre du Lion blanc (Tchécoslovaquie-1945) ;
- Chevalier de l’ordre de l'Éléphant (Danemark-1945) ;
- Croix de guerre 1939 (Tchécoslovaquie-1947) ;
- Grand-croix de l’ordre du Lion néerlandais (Hollande-1947) ;
- Grand-croix de l’ordre de Saint-Olaf (Norvège-1951) ;
- Grand Cordon du Sceau de Salomon (Éthiopie-1949) ;
- Virtuti Militari de 5e classe (Pologne- 1944).

Il a reçu six citations (Mentioned in Despatch) pendant la Grande guerre (17/02/1915, 04/01/1917, 11/12/1917, 20/05/1918, 20/12/1918 et 05/07/1919). Il en a reçu également quatre pendant la Seconde Guerre mondiale (15/09/1939, 11/11/1942, 24/06/1943, 13/01/1944).

## Ouvrages
- Bernard Law Montgomery Alamein (trad. Jean R. Weiland), Mémoires du maréchal Montgomery, vicomte d'Alamein, K.G. [« The Memoirs of Field-Marshal the viscount Montgomery of Alamein, K.G. »], Paris, Librairie Plon, 1958, 562 p.
- (en) Bernard Law Montgomery, The Path to Leadership, 1957.
- (en) Bernard Law Montgomery, A Concise History of Warfare, 1968.
- Bernard Montgomery, Mémoires du maréchal Montgomery, vicomte d'Alamein, K.G., trad. Jean R. Weiland, présenté par Paul Villatoux, Nouveau Monde éditions, 2014, 710 p.

## Hommages, postérité
- À Bruxelles, plusieurs lieux portent son nom, notamment le square Montgomery, situé tout près des arcades du Cinquantenaire.
- À Liège, une rue porte son nom.
- Le nom de la ville de Colleville-Montgomery, située dans le secteur canado-britannique des plages du débarquement de Normandie, a été modifié juste après la Seconde Guerre mondiale.
- Il existe également plusieurs statues dans le monde en hommage au maréchal.

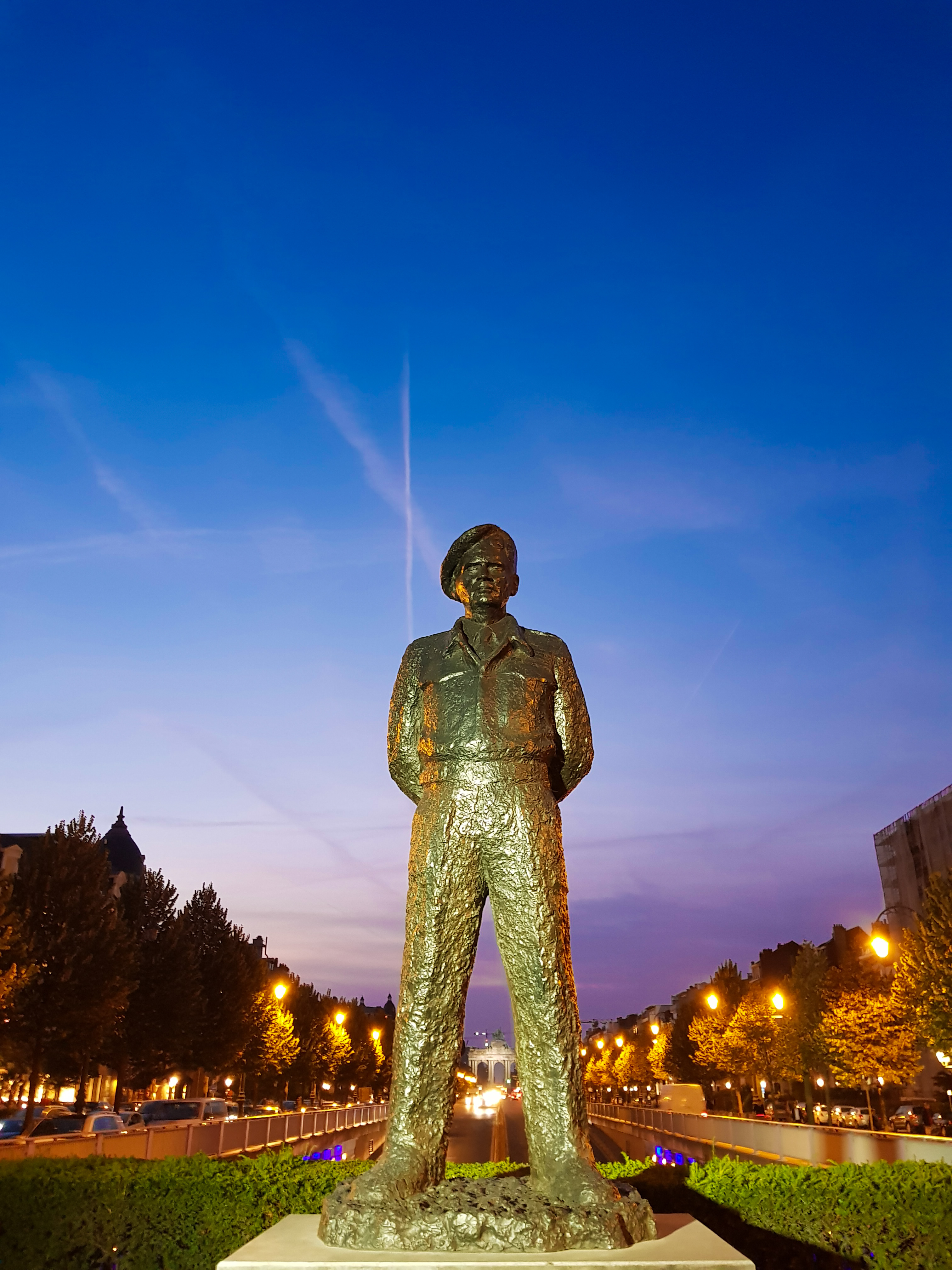
Statue de Montgomery au square Montgomery à Bruxelles.
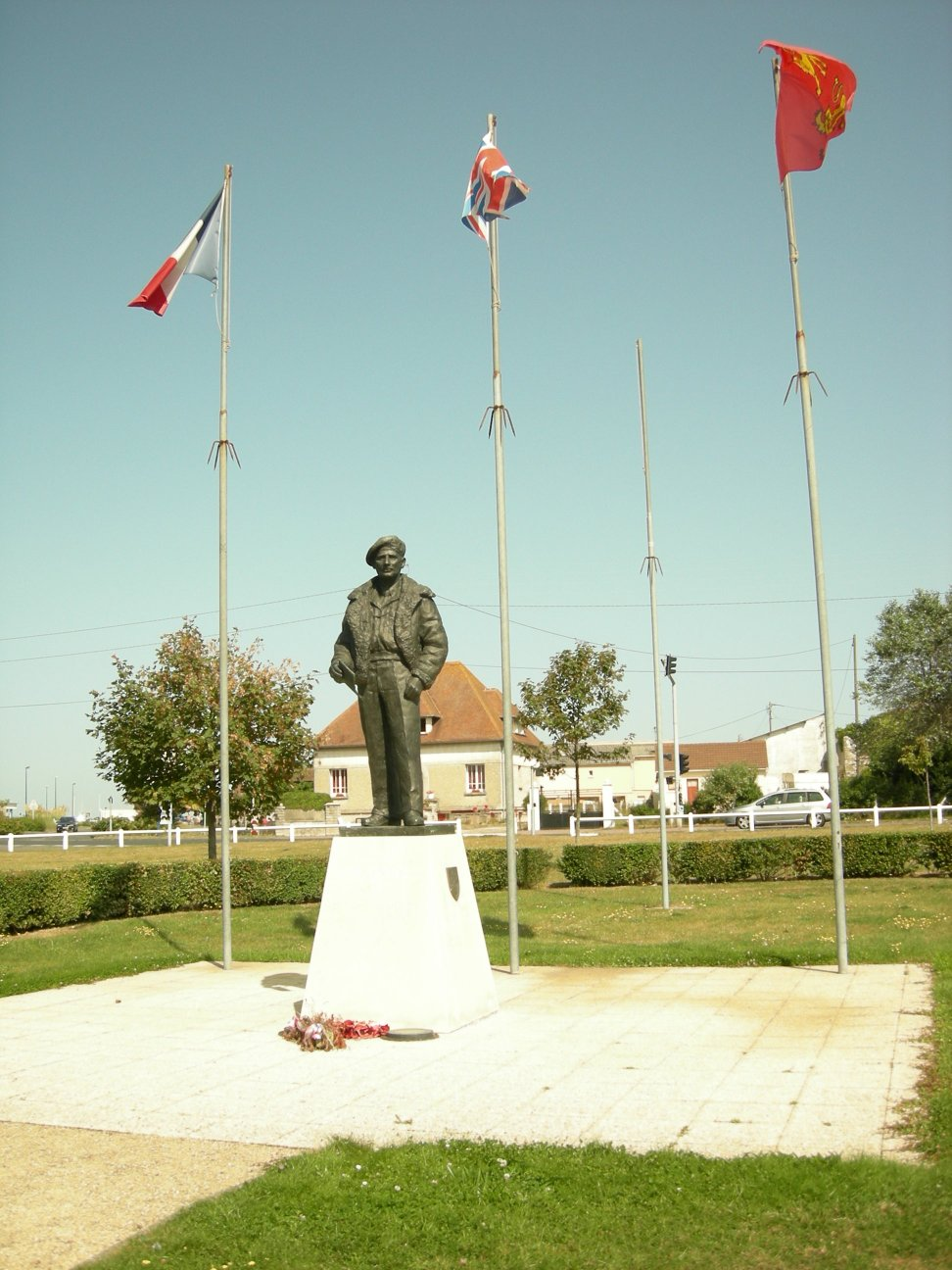
Statue de Montgomery à Colleville-Montgomery.
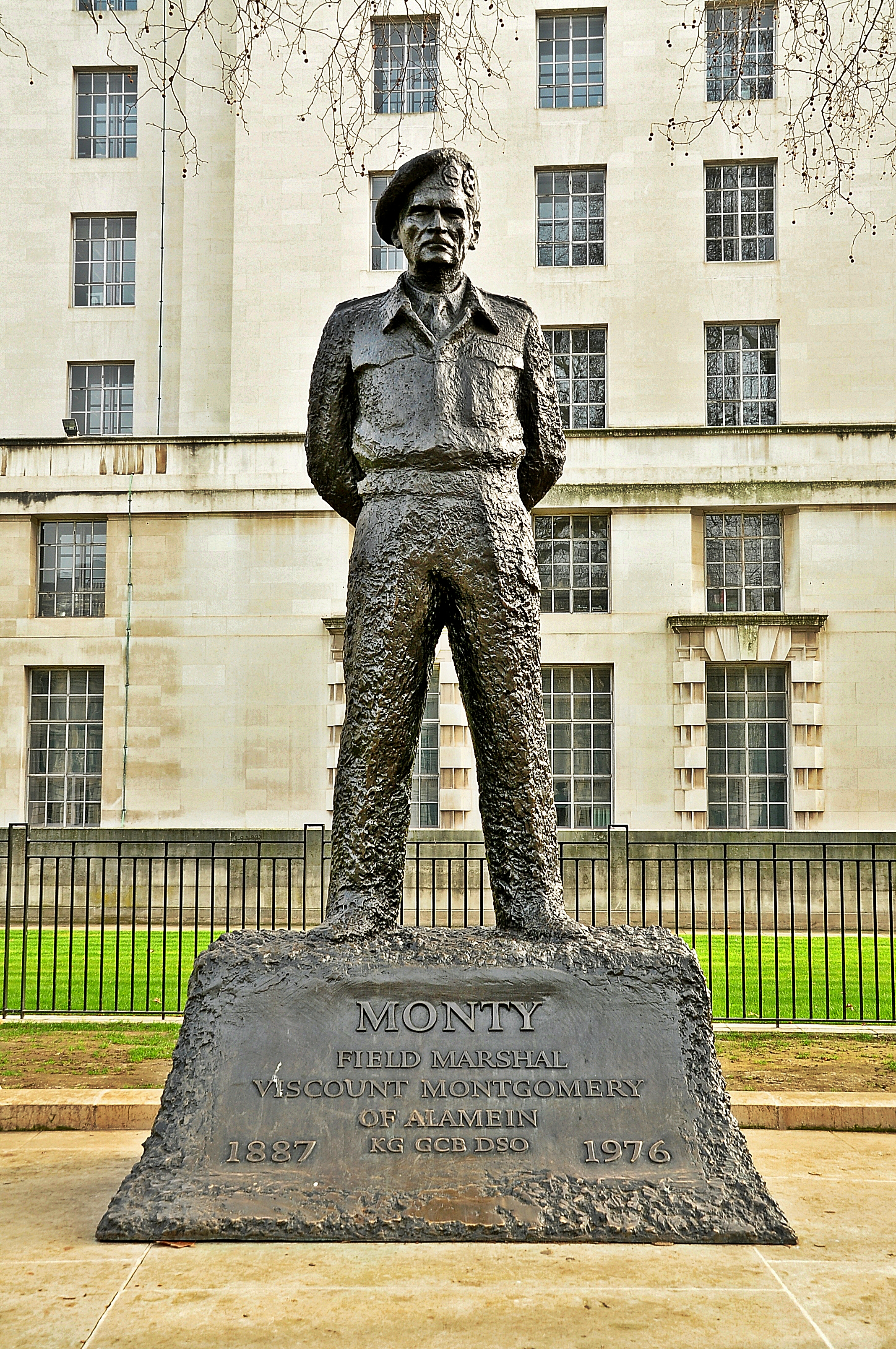
Statue de Montgomery au Whitehall à Londres.

## Dans la fiction
Bernard Montgomery a été incarné dans plusieurs films.
- 1958 : Contre-espionnage à Gibraltar, joué par Meyrick Edward Clifton James, qui est le sosie engagé pour être sa doublure à la fin de la Seconde Guerre mondiale.
- 1969 : La Bataille d'El Alamein, joué par Michael Rennie.
- 1970 : Patton, joué par Michael Bates.
- 2004 : Ike. Opération Overlord (Ike, countdown to D-Day), joué par Bruce Phillips.
- 2017 : Churchill, joué par Julian Wadham.